# Musée national géorgien
Le Musée national géorgien (en géorgien : საქართველოს ეროვნული მუზეუმი, Sak'art'velos erovnuli muzeumi) est une institution géorgienne qui regroupe plusieurs grands musées de Géorgie. Il a été créé dans le cadre des réformes structurelles, institutionnelles et juridiques visant à moderniser la gestion des institutions étatiques réunies au sein de ce réseau, et à coordonner les activités de recherche et d'enseignement. Depuis sa création le 30 décembre 2004, le Musée national géorgien a été dirigé par le professeur David Lordkipanidze. 

## Organisation
Le Musée national géorgien intègre la gestion des musées suivants :  
- Le musée Simon Janashia d'archéologie et d'ethnographie, Tbilissi
- Le musée en plein air de l'ethnographie, Tbilissi
- L'institut de paléobiologie, Tbilissi
- Le musée Chalva Amiranachvili des Beaux-Arts, Tbilissi
- Le musée d'histoire, Tbilissi
- Le musée de l'occupation soviétique, Tbilissi
- Le musée d'histoire de Samtskhé-Djavakhétie, Akhaltsikhé
- Le musée d'histoire et d'ethnographie de Svanétie, Mestia
- Le musée d'histoire et d'archéologie de Dmanissi
- Le musée d'archéologie de Vani
- Le musée de Sighnaghi.